# James Salisbury
James Henry Salisbury, M.D. (12 de enero de 1823 – 23 de septiembre de 1905) en Estados Unidos, médico, e inventor del Salisbury steak.
Salisbury nació en Scott, Nueva York, en 1823. Obtuvo una licenciatura en Ciencias Exactas y Naturales del Instituto Politécnico Rensselaer en 1844. Se unió a la "New York Geological Survey" como químico ayudante, fue ascendido en 1849 a químico principal, y se mantuvo en esa posición hasta 1852. Obtuvo su título de médico en Albany Medical College en 1850, y un máster en la Schenectady College en 1852.
Salisbury sirvió como médico durante la Guerra Civil Americana, y se convenció de que la diarrea sufrida por las tropas podría controlarse con una dieta de café y carne picada.
Salisbury fue uno de los maniáticos de la alimentación saludable y enseñó que la dieta es el principal determinante de la salud. Creía que verduras y alimentos ricos en almidón producían sustancias tóxicas en el sistema digestivo, que eran responsables de las enfermedades del corazón, tumores, enfermedades mentales y la tuberculosis. Él creía que la dentición humana había demostrado que los seres humanos estaban destinados a comer carne, y trató de limitar las verduras, frutas, almidones y grasas a una tercera parte de la dieta.
Él escribió el libro La relación de Alimentación y la enfermedad.
Fue enterrado en el "Lake View Cemetery" en Cleveland, Ohio.